# 莫尔芒
莫尔芒（法語：Mormant，發音：[mɔʁmɑ̃] ⓘ）是法国塞纳-马恩省普罗万区的市镇，面积16.6平方千米，2022年1月1日人口为5,280人。

## 地理
莫尔芒（48°36'25"N, 2°53'24"E）面积16.6平方千米，位于法国法蘭西島大區塞纳-马恩省，该省份为法国北部内陆省份，北起瓦兹省，西接埃松省、马恩河谷省、塞纳-圣但尼省和瓦兹河谷省，南至卢瓦雷省，东南接约讷省，东临马恩省和奥布省，东北接埃纳省。
与莫尔芒接壤的市镇（或旧市镇、城区）包括：圣梅里、布里地区圣旺、邦邦、尚波。
莫尔芒的时区为UTC+01:00、UTC+02:00（夏令时）。

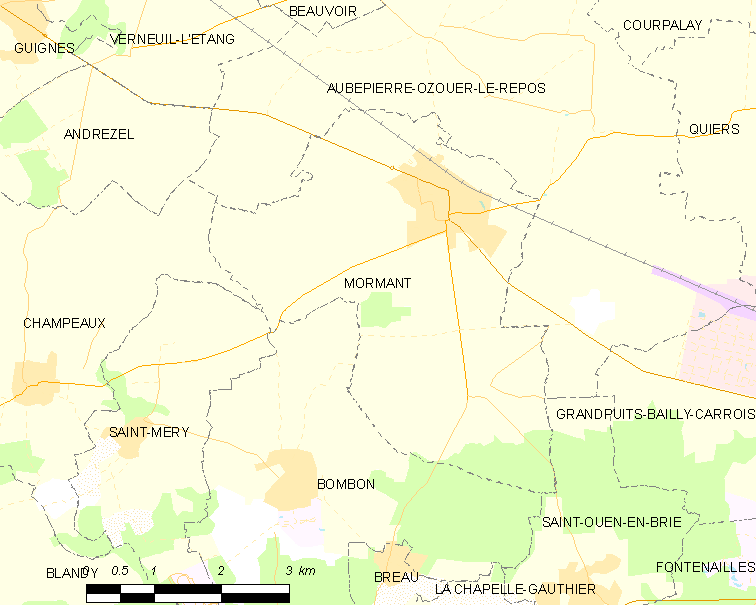
莫尔芒的OSM定位图

## 行政
莫尔芒的邮政编码为77720，INSEE市镇编码为77317。

## 政治
莫尔芒所属的省级选区为楠日县。

## 人口

1962-2008年间莫尔芒人口变化图示

莫尔芒于2022年1月1日时的人口数量为5280人。